# 仲村京雅
仲村 京雅（なかむら きょうが、1996年4月25日 - ）は、千葉県船橋市出身のサッカー選手。タイ・リーグ1・トゥルー・バンコク・ユナイテッドFC所属。サッカーシンガポール代表。ポジションはミッドフィールダー。

## 来歴

### クラブ
VIVAIO船橋SCを経て、2012年にジェフユナイテッド千葉U-18へ入団。2014年3月、トップチームに2種登録選手として選手登録。同年8月に2015年シーズンからのトップチーム昇格が内定した。
2015年7月、Y.S.C.C.横浜に期限付き移籍により加入。シーズン終了後、千葉に復帰した。
2016年9月、千葉から浦田樹とともにFC琉球に期限付き移籍で加入。
2017年より、Y.S.C.C.横浜に期限付き移籍により再び加入した。
同年12月に行われたJリーグ合同トライアウト出場 を経て、
2018年1月17日、Y.S.C.C.横浜へ完全移籍することが発表された。
2019年、アルビレックス新潟シンガポールへ完全移籍。
2019年12月16日、タンピネス・ローバースFCへ移籍。
2021年、クラブがAFCチャンピオンズリーグに進出。同年6月にガンバ大阪と対戦した際には、ボランチとして出場した。
2025年6月19日、5年半在籍したBGタンピネス・ローバースFCを退団することが発表された。
2025年6月29日、タンピネスで同僚だった久乗聖亜に続いてタイ王国のトゥルー・バンコク・ユナイテッドFCへの移籍が発表された。なお、シンガポール国籍を保有しているため、ASEAN枠で選手登録される見込みである。

### 代表
2013年、2013 FIFA U-17ワールドカップに出場するU-17日本代表のメンバー入りを果たし、チームの16強入りに貢献した。
2024年10月25日、シンガポール国籍を取得したことを公表。同年11月6日、小倉勉監督率いるシンガポール代表に招集され、11月14日にシンガポール・ナショナルスタジアムで行われたミャンマー代表との国際親善試合で初出場を果たした。その後、2024 ASEANチャンピオンシップメンバーにも選出された。この大会では自身A代表初得点を含む2得点を記録。

## 所属クラブ
ユース経歴
- 二宮FC（船橋市立二宮小学校）
- VIVAIO船橋SCジュニア（船橋市立二宮小学校）
- 2009年 - 2011年 VIVAIO船橋SCジュニアユース（船橋市立二宮中学校）
- 2012年 - 2014年 ジェフユナイテッド市原・千葉U-18 (千葉明徳高校）
  - 2014年3月 - 同年12月  ジェフユナイテッド市原・千葉 (2種登録選手）

プロ経歴
- 2015年 - 2017年  ジェフユナイテッド市原・千葉
  - 2015年7月 - 同年12月  Y.S.C.C.横浜 (期限付き移籍)
  - 2016年9月 - 同年12月  FC琉球 (期限付き移籍)
  - 2017年   Y.S.C.C.横浜 (期限付き移籍)
- 2018年  Y.S.C.C.横浜
- 2019年  アルビレックス新潟シンガポール
- 2020年 - 2025年6月  BGタンピネス・ローバースFC
- 2025年7月 -  バンコク・ユナイテッドFC

## 個人成績
| 国内大会個人成績 | 国内大会個人成績 | 国内大会個人成績 | 国内大会個人成績 | 国内大会個人成績 | 国内大会個人成績 | 国内大会個人成績 | 国内大会個人成績 | 国内大会個人成績 | 国内大会個人成績 | 国内大会個人成績 | 国内大会個人成績 |
| 年度             | クラブ           | 背番号           | リーグ           | リーグ戦         | リーグ戦         | リーグ杯         | リーグ杯         | オープン杯       | オープン杯       | 期間通算         | 期間通算         |
| 年度             | クラブ           | 背番号           | リーグ           | 出場             | 得点             | 出場             | 得点             | 出場             | 得点             | 出場             | 得点             |
| 日本             | 日本             | 日本             | 日本             | リーグ戦         | リーグ戦         | リーグ杯         | リーグ杯         | 天皇杯           | 天皇杯           | 期間通算         | 期間通算         |
| ---------------- | ---------------- | ---------------- | ---------------- | ---------------- | ---------------- | ---------------- | ---------------- | ---------------- | ---------------- | ---------------- | ---------------- |
| 2014             | 千葉             | 30               | J2               | 0                | 0                | -                | -                | 0                | 0                | 0                | 0                |
| 2015             | 千葉             | 30               | J2               | 0                | 0                | -                | -                | -                | -                | 0                | 0                |
| 2015             | YS横浜           | 32               | J3               | 14               | 0                | -                | -                | -                | -                | 14               | 0                |
| 2016             | 千葉             | 30               | J2               | 0                | 0                | -                | -                | 0                | 0                | 0                | 0                |
| 2016             | 琉球             | 25               | J3               | 3                | 0                | -                | -                | -                | -                | 3                | 0                |
| 2017             | YS横浜           | 23               | J3               | 22               | 1                | -                | -                | 1                | 0                | 23               | 1                |
| 2018             | YS横浜           | 13               | J3               | 4                | 0                | -                | -                | 0                | 0                | 4                | 0                |
| シンガポール     | シンガポール     | シンガポール     | シンガポール     | リーグ戦         | リーグ戦         | リーグ杯         | リーグ杯         | シンガポール杯   | シンガポール杯   | 期間通算         | 期間通算         |
| 2019             | 新潟S            | 10               | プレミア         | 23               | 7                | -                | -                | 3                | 0                | 26               | 7                |
| 2020             | BGタンピネス     | 8                | プレミア         | 14               | 0                | -                | -                | 0                | 0                | 14               | 0                |
| 2021             | BGタンピネス     | 8                | プレミア         | 21               | 3                | -                | -                | 0                | 0                | 21               | 3                |
| 2022             | BGタンピネス     | 8                | プレミア         | 28               | 5                | -                | -                | 6                | 2                | 34               | 7                |
| 2023             | BGタンピネス     | 8                | プレミア         | 23               | 3                | -                | -                | 7                | 0                | 30               | 3                |
| 2024-25          | BGタンピネス     | 8                | プレミア         | 32               | 3                | -                | -                | 7                | 0                | 39               | 3                |
| 通算             | 日本             | 日本             | J2               | 0                | 0                | -                | -                | 0                | 0                | 0                | 0                |
| 通算             | 日本             | 日本             | J3               | 43               | 1                | -                | -                | 1                | 0                | 44               | 1                |
| 通算             | シンガポール     | シンガポール     | プレミア         | 141              | 21               | -                | -                | 23               | 2\|\|\|164\|\|23 |                  |                  |
| 総通算           | 総通算           | 総通算           | 総通算           | 184              | 22               | -                | -                | 24               | 2                | 208              | 24               |

- 2014年は2種登録選手

その他の国際公式戦
- 2019年
  - シンガポール・コミュニティ・シールド(国内スーパーカップ)　1試合0得点
- 2020年
  - シンガポール・コミュニティ・シールド(国内スーパーカップ)　1試合0得点
  - AFCチャンピオンズリーグ・プレーオフ 1試合0得点
- 2023/24年
  - AFCチャンピオンズリーグ・プレーオフ 1試合0得点

| 国際大会個人成績 | 国際大会個人成績 | 国際大会個人成績 | 国際大会個人成績 | 国際大会個人成績 |
| 年度             | クラブ           | 背番号           | 出場             | 得点             |
| AFCカップ        | AFCカップ        | AFCカップ        | AFCカップ        | AFCカップ        |
| ---------------- | ---------------- | ---------------- | ---------------- | ---------------- |
| 2020             | タンピネス       | 8                | 3                | 0                |
| AFC              | AFC              | AFC              | ACL              | ACL              |
| 2021             | タンピネス       | 8                | 6                | 0                |
| AFCカップ        | AFCカップ        | AFCカップ        | AFCカップ        | AFCカップ        |
| 2022             | タンピネス       | 8                | 2                | 0                |
| 通算             | AFC              | AFC              | 11               | 0                |

- Jリーグ初出場 - 2015年8月2日 J3第24節 vsFC琉球（沖縄県総合運動公園陸上競技場）
- Jリーグ初得点 - 2017年4月30日 J3第6節 vsギラヴァンツ北九州（ミクニワールドスタジアム北九州）
- シンガポールプレミアリーグ初出場 - 2019年3月2日 第1節 vsゲイラン・インターナショナルFC（タンピネス・スタジアム）
- シンガポールプレミアリーグ初得点 - 2019年4月27日 第8節 vsホーム・ユナイテッドFC（ジュロン・イースト・スタジアム）

## 代表歴
- 国際Aマッチ初出場 - 2024年11月14日 国際親善試合 vsミャンマー代表（シンガポール・ナショナルスタジアム）
- 国際Aマッチ初得点 - 2024年12月14日 ASEAN三菱電機カップ2024 vs東ティモール代表（ハンダイ・スタジアム）

出場大会
- U-17日本代表
  - 2013 FIFA U-17ワールドカップ
- シンガポール代表
  - ASEAN三菱電機カップ2024

ゴール
| ＃ | 開催年月日     | 開催地         | スタジアム                 | 対戦国       | 勝敗  | 試合概要                |
| -- | -------------- | -------------- | -------------------------- | ------------ | ----- | ----------------------- |
| 1. | 2024年12月14日 | ハノイ         | ハンダイ・スタジアム       | 東ティモール | 〇3-0 | ASEAN三菱電機カップ2024 |
| 2. | 2024年12月29日 | ヴィエットチー | ヴィエットチー・スタジアム | ベトナム     | ●1-3  | ASEAN三菱電機カップ2024 |

## タイトル

### クラブ
Y.S.C.C.横浜
- 神奈川県サッカー選手権大会：2回（2017年、2018年）

タンピネス・ローバースFC
- シンガポール・チャリティーシールド：1回（2020年）